# Väster-Vingarna
Väster-Vingarna är en sjö i Härjedalens kommun i Härjedalen och ingår i Ljusnans huvudavrinningsområde. Sjön har en area på 0,632 kvadratkilometer och ligger 771 meter över havet. Väster-Vingarna ligger i Rogen Natura 2000-område.

## Delavrinningsområde
Väster-Vingarna ingår i det delavrinningsområde (691938-133052) som SMHI kallar för Utloppet av Väster-Vingarna. Medelhöjden är 773 meter över havet och ytan är 1,82 kvadratkilometer. Det finns inga avrinningsområden uppströms utan avrinningsområdet är högsta punkten. Vattendraget som avvattnar avrinningsområdet har biflödesordning 3, vilket innebär att vattnet flödar genom totalt 3 vattendrag (Namnlöst vattendrag, Mysklan, Ljusnan) innan det når havet efter 396 kilometer. Avrinningsområdet består mestadels av skog (66 procent). Avrinningsområdet har 0,63 kvadratkilometer vattenytor vilket ger det en sjöprocent på 34,3 procent.